# Eliana da Silva
Eliana Renata da Silva (São Carlos, 14 de fevereiro de 1978) é uma atleta brasileira, especialista no salto em altura.
Disputou os jogos pan-americanos Rio 2007 e foi a quinta colocada, saltando 1,84 m. Foi desclassificada quando não conseguiu saltar 1,87 m na prova eliminatória.
Sua melhor marca até 2008 foi 1,87 m, obtida duas vezes, em 2005 e 2008.